# Tuck School of Business

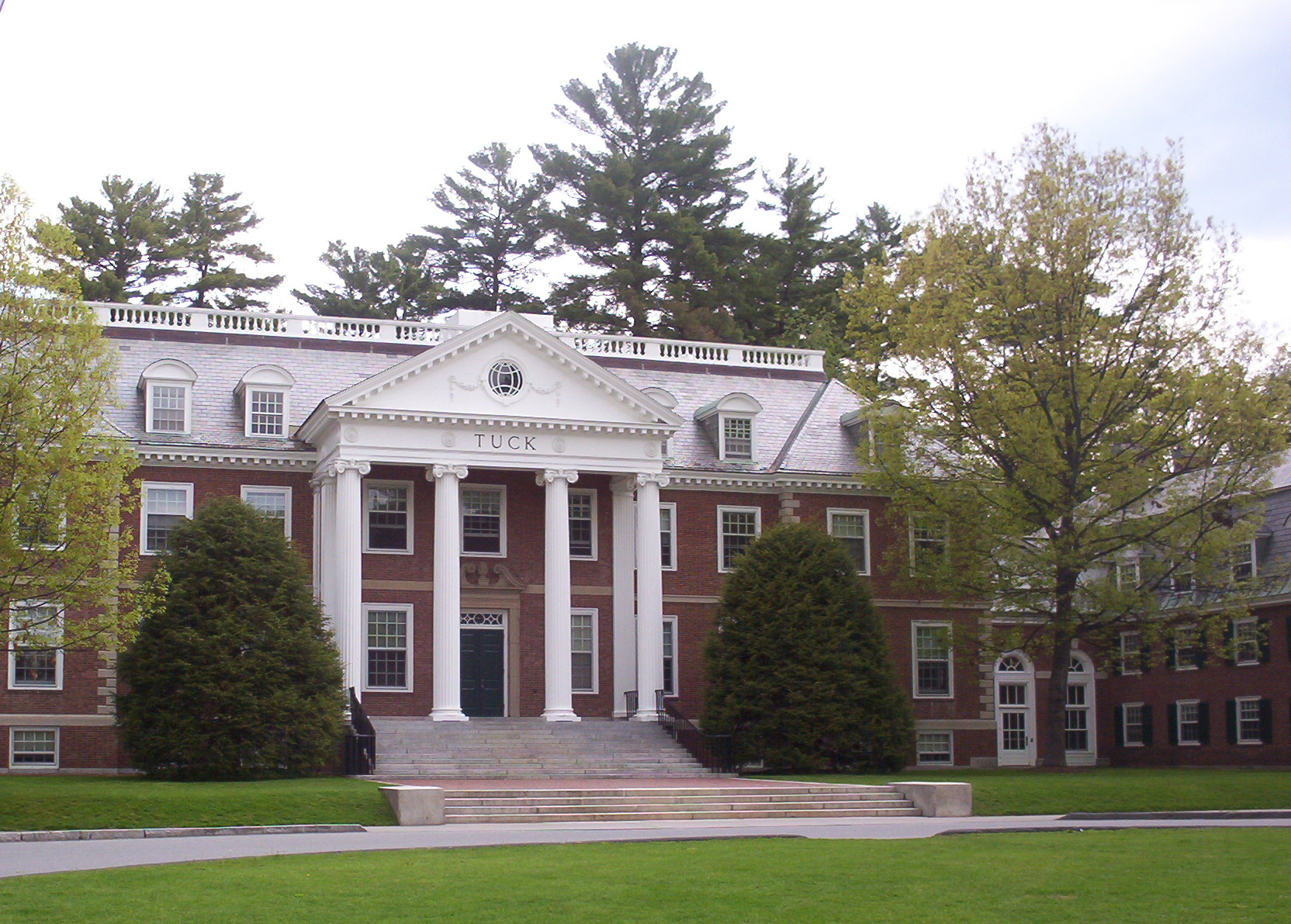
Die Tuck Hall, das Hauptverwaltungsgebäude

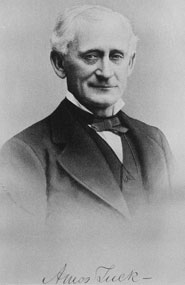
Namensgeber Amos Tuck (1810–1879)

Die Amos Tuck School of Business Administration ist eine an das Dartmouth College angeschlossene Wirtschaftshochschule in Hanover, New Hampshire, USA.
Die Business School ist eine der Ivy League Business Schools wird in einem Ranking des Economist an Nr. 2 geführt, bei USNEWS wird Tuck an Nr. 8 geführt.

## Geschichte
Edward Tuck (1842–1938) gründete 1900 im Gedenken an seinen Vater Amos Tuck die Amos Tuck School of Administration and Finance als weltweit erste Graduate School für Management. Zur Gründung der Schule spendete er 300.000 US-Dollar in Form von 1.700 Vorzugsaktien der Great Northern Railway Company of Minnesota. 1901 spendete er nochmals 100.000 Dollar, um die erste Tuck Hall (heute McNutt Hall) zu errichten, und 1929 nochmals über 500.000 Dollar, um das augenblickliche Tuck-Gebäude zu errichten. 1941 wurde die Hochschule in Amos Tuck School of Business Administration umbenannt.
Innerhalb des ersten Jahres schrieben sich nur eine Handvoll Studenten ein, damals lagen jedoch die Studiengebühren noch bei 100 Dollar. Das Hauptaugenmerk liegt auf der Ausbildung von MBA-Studenten, dieser Titel wird seit 1959 verliehen. Zuvor gab es nur den Abschluss als Master of Commercial Science (MCS).

## Studium
Die Ausbildung konzentriert sich auf den Master of Business Administration (MBA), der in einem zweijährigen Studium erreicht wird. Im ersten Jahr werden die Pflichtkurse für das Programm studiert, während im zweiten Jahr Wahlfächer besucht werden. Das MBA Programm gehört zu den kleinsten der Ivy-League, wird jedoch in diversen Rankings etwa von Forbes, Financial Times oder The Economist in oberen Positionen geführt. Es werden diverse Austauschprogramme unterhalten, unter anderem mit der Handelshochschule Leipzig (HHL), WHU – Otto Beisheim School of Management, HEC Paris, IE Business School Madrid, IESE Business School Barcelona und der London Business School. Darüber hinaus können Kurse zur Weiterbildung (executive education) besucht werden.

## Persönlichkeiten

### Dozenten
- Kenneth French, Ökonom
- Richard D'Aveni, Organisationswissenschaftler
- Marshall Goldsmith, Unternehmensberater
- Frederick Winslow Taylor, Arbeitswissenschaftler
- Kevin Lane Keller, Marketingwissenschaftler
- Sydney Finkelstein Managementforscher
- Ron Adner Innovationsforscher

### Absolventen
- Lane Dwinell 1929, Gouverneur von New Hampshire 1955 bis 1959
- Edson Mitchell, Bankmanager der Deutschen Bank
- Janet L. Robinson 1996, Chief Executive Officer der New-York-Times-Company
- Steven Rogel, CEO des Forstwirtschaftskonzerns Weyerhaeuser